# Moquilea guianensis
Espèce
Classification APG III (2009)
Synonymes
- Licania guianensis (Aubl.) Griseb.[2]

Moquilea guianensis est une espèce de plantes à fleurs de la famille des Chrysobalanaceae. C'est l'espèce type du genre Moquilea Aubl..
C'est un arbre néotropical.
En Guyane, on l'appelle Cèdre (Créole).
Il est connu au Guyana sous le nom de Swamp kauta.

## Description
Moquilea guianensis est un arbre souvent petit à moyen, atteignant jusqu'à 15–45 m de haut.
Les jeunes branches sont glabres, discrètement lenticellées.
La feuille porte des stipules caduques, mesurant moins de 10 mm de long.
Le pétiole est long de 5 à 7(8) mm, canaliculé, glabre, dépourvu de glandes.
Le limbe mesure 7-18 x 2-5,5 cm, et est coriace, glabre sur les deux faces, de forme oblongue-elliptique à oblongue, avec un acumen finement pointu de 8-22 mm de long à l'apex, et cunéiforme à sub-cunéiforme à la base,
avec des glandes dispersées sur la face inférieure, surtout vers base du limbe.
La nervure médiane est saillante sur le dessus, glabre.
Les 8-12 paires de nervures secondaires, sont planes sur le dessus, et saillantes en dessous.
L'inflorescence en panicule ou racèmes terminaux ou axillaires.
Le rachis et les branches sont presque glabres (seulement quelques poils courts).
Les bractées et bractéoles sont caduques et longues de 1 à 4 mm.
Le pédicelle est long de 1 à 3 mm.
Les fleurs sont longues de 4 à 6 mm, sur les branches primaires et secondaires de l'inflorescence.
Le réceptacle floral est cupuliformes, presque glabres à l'extérieur, densément velu à l'intérieur.
Les lobes du calice sont glabres ou légèrement pubérulents, aigus, à bords ciliolés.
Les 5 pétales ont des marges ciliées.
On compte environ (14-)35(-40) étamines, bien exsertes au-delà des lobes du calice, insérées autour d'un cercle complet, avec des filets glabres, libres presque jusqu'à leur base, et dépassant nettement les lobes du calice.
L'ovaire à base densément velue, est inséré à la base du réceptacle, avec le style  villeux, de même taille que les filets.
Le fruit est oblong à globuleux, mesurant jusqu'à 5 cm de diamètre.
L'épicarpe (exocarpe) est lisse et glabre, devenant noir au séchage.
Le mésocarpe est fin, charnu, fibreux.
L'endocarpe est fin, fragile, et glabre à l'intérieur,,.

## Répartition
Moquilea guianensis est présent au Venezuela (delta de l'Orénoque), au Guyana, au Suriname, en Guyane, et dans l'ouest de l'Amazonie péruvienne et brésilienne,.

## Écologie
Moquilea guianensis pousse au Venezuela dans les forêts ripicoles autour de 0–200 m d'altitude,.
On le rencontre en Guyane dans les forêts de terre ferme (non inondée) et il fleurit ent mars/avril/mai.

## Protologue
En 1775, le botaniste Aublet propose le protologue suivant : 

« MOQUILEA Guianenſis. (Tabula 208.)
Arbor trunco triginta-pedali, & ampliùs, coſtis pluribus infernè quaſi ſuffultus, fupernè ramoſus; ramis hinc & indè protenſis. Folia alterna, ovato-oblonga, acuminata, glabra, integerrima, rigida, brevi petiolata. Flores racemoſi, axillares & terminales.
Florebat Maio.
Habitat in ſylvis prope amnem Galibienſem.

LE MOQUILIER de la Guiane.
Le tronc de cet arbre a par le bas pluſieurs côtes ſaillantes qui s'élèvent à quatre ou cinq pieds. Le ſurplus eſt cylindrique, il a environ trente pieds de hauteur, ſur deux pieds de diamètre. Son écorce eſt rouſſâtre, épaiſſe. Son bois eſt blanc, peu compacte. Il porte à ſon ſommet des branches dont les unes s'élèvent & les autres ſe répandent en tous ſens. Elles ſont chargées de rameaux garnis de feuilles alternes, liſſes, vertes, fermés, entières, ovales, terminées par une longue pointe aiguë ; leur pédicule eſt court, convexe en deſſous, & creuſé en gouttiere en deſſus. Les plus grandes ont ſept pouces de longueur, ſur trois pouces & demi de largeur. 
Les fleurs naiſſent ſur des grappes à l'aiſſelle & à l'extrémité des rameaux. La tige de la grappe eſt triangulaire, plus applatie ſur une face que ſur les deux autres. 
Le calice de la fleur eſt d'une ſeule pièce, évaſé en forme de coupe, diviſé en cinq parties aiguës a leur bord ſupérieur. 
Les pétales ſont au nombre de cinq, très petits, blancs, arrondis, attachés par un onglet entre les divisions du calice. 
Les étamines ſont en grand nombre, il n'excède pas celui de quarante ; elles ſont rangées au deſſous de l'inſertion des pétales, ſur la paroi du calice qui eſt toute chargée de poils blancs. 
Les filets ſont longs, grêles, fins, & portent chacun une anthère longue, à deux bourſes, à laquelle ils s'inſèrent dans ſa partie moyenne. 
Le piſtil eſt un ovaire très petit, arrondi, velu, place au fond du calice. Le style part d'un côte de cet ovaire. Il eſt velu dans la moitié de ſa longueur ; enſuite il eſt grêle, liſſe, & terminé par un stigmate obtus. 
Je n'ai pu voir le fruit de cet arbre, & la petiteſſe de l'ovaire m'a empêché de pouvoir diſtinguer les loges qu'il contenoit. 
J'ai trouvé cet arbre dans les forêts voiſines du haut de la crique des Galibis. 
II étoit en fleur dans le mois de Mai. »

— Fusée-Aublet, 1775.